# Heat Waves
"Heat Waves" é uma música do grupo inglês Glass Animals, lançada como single de seu terceiro álbum de estúdio, Dreamland, em 29 de junho de 2020. Foi lançada em simultâneo com seu videoclipe.
"Heat Waves" é, de longe, o single de maior sucesso do grupo. Além de alcançar o número cinco no UK Singles Chart e ser top cinco em vários outros países europeus, alcançou o número um na Austrália, Canadá, Lituânia, Suíça e Estados Unidos, figurando no número um a Billboard Hot 100, após um recorde de 59 semanas no gráfico até chegar ao topo. Em outubro de 2022, com 91 semanas acumuladas na Hot 100, o single bateu outro recorde naquele gráfico americano, ao ultrapassar o mega-êxito "Blinding Lights", de The Weeknd, como a canção que mais semanas passou no mesmo. Em setembro de 2021, a música havia acumulado mais de um bilhão de streams no Spotify, e em outubro de 2022 já eram dois bilhões. No Brit Awards de 2022, "Heat Waves" foi indicado para Melhor Single Britânico, perdendo para "Easy On Me", de Adele.

## Composição
Dave Bayley afirmou que "Heat Waves" "é sobre perda e saudade e, finalmente, perceber que você é incapaz de salvar algo". Ele também afirmou que "além disso, essa música é sobre memórias e é muito nostálgica, e às vezes as pessoas sentem mais isso no inverno. Talvez isso seja parte da razão pela qual essa música ficou por aí por tanto tempo – todo mundo está trancado por dentro e preso em seus próprios pensamentos.”
"Heat Waves" começa em alta e depois cai em desespero antes de subir novamente para um final alegre e otimista, muito parecido com as cristas e vales de uma onda real. Bayley veio com os acordes um dia enquanto tocava guitarra. Ele escreveu a letra em apenas uma hora, motivado pela morte de um amigo próximo cujo aniversário era em junho.
"Heat Waves" é um exemplo de incorporação de elementos de hip hop e electropop. Assim como outra canção do mesmo álbum, "Space Ghost Coast to Coast", rejeita a percussão acústica e as marimbas da banda em favor do ritmo 808 e chimbals agitados. Hannah Mylrea, da NME, categorizou a música como "R&B sério que passa pelo filtro Glass Animals". Ian Cohen, da Pitchfork, argumentou que suas guitarras "poderiam ser tiradas de qualquer número de pacotes de amostra de 'hip-hop ondulado' destinadas a emular "Ivy", de Frank Ocean, no orçamento de um produtor de quarto". Um tema importante no álbum Dreamland é a busca de prazeres breves para lidar com as dificuldades da vida, como o desejo pelos outros. Em "Heat Wave", Bayley canta repetidamente: "Às vezes só penso em você/Ao fim da noite, em meados de junho".
A banda realizou uma competição de remixes para a faixa, com o produtor britânico de 19 anos Shakur Ahmad vencendo e tendo seu remix emitido pela banda, ao lado de um remix do DJ americano Diplo em agosto de 2020.  Outro remix apresenta vocais do rapper americano Iann Dior.